# Maurice Klippel
Pour les articles homonymes, voir Klippel.
François Maurice Klippel, né le 30 mai 1858 à Mulhouse dans le Haut-Rhin et mort le 20 juillet 1942 à Vevey (Suisse), est un médecin, neurologue, psychiatre et écrivain  français. Son nom reste attaché à la description clinique de malformations congénitales rares dont le syndrome de Klippel-Feil et le syndrome de Klippel-Trenaunay. On lui doit également un roman historique et deux recueils de poésies philosophiques.

## Aperçu biographique
Il naît d'un père médecin à Mulhouse, Nicolas Eugène Klippel (1821-1904), qui siège au conseil municipal de 1870-71.
Il étudie la médecine à Paris notamment à la Salpêtrière avec Joseph Babinski. Il est nommé interne dans le service d'Alix Joffroy en 1884.
Il obtient son doctorat en 1889 en soutenant une thèse consacrée aux amyotrophies. Entre 1890 et 1896, il est chef de laboratoire de Sainte-Anne à la Faculté de médecine de Paris .
Nommé médecin des hôpitaux an 1896, il est l'un des membres fondateurs de la Société de neurologie en 1899 et président de la Société médico-psychologique. En 1902, il devient directeur du département de médecine général à l'hôpital Tenon, où il restera jusqu'à sa retraite en 1924. Il est chargé de cours de clinique à la Faculté de médecine de Paris en 1913. Il est fait officier de la Légion d'honneur en 1929.
En plus de son activité médicale, Maurice Klippel à eu une activité littéraire notable en tant que romancier (Les Fiancés d'Alexandrie, 1921) et « poète-philosophe »,. 
En 1933, alors président de la société des Disciples d'Hippocrate il fonde, avec le professeur Maxime Laignel-Lavastine la revue Hippocrate d'« humanisme médical » qui paraîtra ensuite pendant dix-huit ans.

## Éponymie

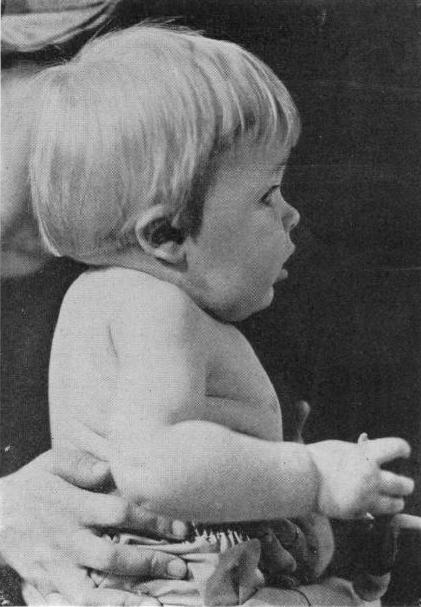
Enfant atteint d'un syndrome de Klippel-Feil, « The Klippel-Feil syndrome » parT.P.Noble, J.M.Frawley, in: Ann Surg. 82(5), 728–734 (1925).

- Syndrome de Klippel : une polynévrite d'évolution rapide associée à des troubles psychiques (syndrome de Korsakoff) et à une cirrhose alcoolique[5].
- Syndrome de Klippel-Feldstein : une hypertrophie familiale de la voûte crânienne sans désordres fonctionnels apparents, comme la dystrophie périostale hyperplasique (syndrome de Dzierzynski) ou la maladie de Van Buchem[6]
- Maladie de Klippel ou (de Klippel-Lhermitte): athérosclérose cérébrale diffuse sénile
- Signe de Klippel-Weil[7],[8]
- Syndrome de Klippel-Feil[9],[10]: fusion congénitale d'au moins deux des sept vertèbres cervicales
- Syndrome de Klippel-Trenaunay

## Œuvres et publications
- Des amyotrophies dans les maladies générales chroniques et de leurs relations avec les lésions des nerfs périphériques, [Thèse de Médecine n°177, Faculté de médecine de Paris, 1889], G. Steinheil (Paris), typographie Edmond Monnoyer (Le Mans), 1889, 1 vol. (167 p.) ; 26 cm.
- « De la pseudoparalysie générale arthritique », in: Revue de médecine, 1892, vol. 12, p. 280-85, Texte intégral.
- « De l'origine hépatique de certains délires des alcooliques », in: Annales médico-psychologiques, n° 20, 1894, p. 262-72, Texte intégral.
- Les Neurones, les lois fondamentales de leurs dégénérescences, [Publications du "Progrès médical", Extrait des "Archives de neurologie", 1896, n° 6],  impr. de C. Hérissey (Évreux) , (s. d.), in-8° , 24 p.
- Le Pancréas infectieux,[Extrait des "Archives générales de médecine", n° de novembre 1897], Asselin et Houzeau (Paris), 1897, in-8° , 21 p.
- Les paralysies générales progressives, Masson (Paris), 1898, 1 vol. (35 p.) ; in-8°, lire en ligne sur Gallica.
- Histologie de la paralysie générale, [Rapport au Congrès des aliénistes et neurologistes de France et des pays de langue française. Neurologie. XIIIè. 1903], Severeyns (Bruxelles), 1903, 1 vol. (128 p.) : fig. ; In-8°.
- Classification biologique des névroses, impr. de "la Semaine médicale" (Paris), 1909, in-12, 47 p.
- L'évolution de l'organisme et la maladie : pathologie générale évolutive, G. Doin (Paris), 1921, 1 vol. (III-471 p.) ; gr. in-8°, lire en ligne sur Gallica.
- Exposé des titres et des travaux scientifiques, Jouve et Cie (Paris), 1922, Texte intégral.
- Les fiancés d'Alexandrie [roman philosophique], Édition du Trianon (Paris), 1933[11].
- La médecine grecque dans ses rapports avec la philosophie, Éditions Le François (Paris), 1937, 1 vol., 76 p. Texte intégral
- Poésies philosophiques, impr. Jouve (Mayenne), J. Vrin (Paris):

1. Tome premier, 1937, in-8, 181 p.: Les soliloques.
2. Tome deuxième, 1938, in-8, 261 p: L'homme et la nature.

Contributions
- Traité de médecine et de thérapeutique, publié sous la direction de MM. Paul Brouardel, Augustin Gilbert et Joseph Girode, J.-B. Baillière et fils (Paris), 1895-1902: 
  - « Syphilis cérébrale », Tome 8, p. 752-80, lire en ligne sur Gallica
  - « Tumeurs cérebrales », Tome 8, p. 781-833, lire en ligne sur Gallica
  - « Abcès cerébral »,Tome 8, p. 781-833, lire en ligne sur Gallica
  - « Hémorragies méningées. - Pachyméningites. - Hématome de la dure-mère », Tome 9, lire en ligne sur Gallica
- « Maladies des méninges », in: Nouveau traité de médecine. par André Léri ,Paul Sérieux, Paul Carnot et Pierre Lereboullet , J.-B. Baillière (Paris), 1928, 1 vol. (356 p.) : ill. en noir ; 24 cm.

En collaboration
- avec Paul Trenaunay : « Nævus variqueux ostéo-hypertrophique », in: Archives générales de médecine, 1900,,ol. 3, pp. 641–72, Texte intégral.
- avec André Feil: « Un cas d'absence des vertèbres cervicales avec cage thoracique remontant jusqu'à la base du crâne », in: Nouvelle iconographie de la Salpêtrière, 1912,25. p. 223-50, Texte intégral.
- avec Mathieu-Pierre Weil: 
  - Œdème unilatéral post-traumatique : La dissociation du Syndrome Hystéro-traumatisme, [Extrait des "Comptes rendus de la Société de neurologie de Paris", séance du 3 décembre 1908], Typ. Plon-Nourrit (Paris), 1908, 1 vol. (1334-1338 p.) ; in-8°.
  - Présentation d'un squelette de Maladie osseuse de Paget, [Extrait des Comptes rendus de la Société de neurologie, 5 novembre 1908], Typ. Plon. Nourrit, 1908, 1 vol. (1 p.) ; in-8°.
  - Syndrome labio-glosso-laryngé pseudo-bulbaire héréditaire et familial[Extrait des Comptes rendus de la Société de neurologie, 7 janvier 1909], [S. l.] , [s. n.], 1909, 1 vol. (2 p.) ; in-8°.
  - De l'inflammation à cellules plasmatiques, Masson (Paris), [1909], 1 vol. (p. 190-220) : fig. ; in-8°.
  - Les formes cliniques des rhumatismes amyotrophiques, impr. de "La Se, maine médicale" (Paris), 1910, 1 vol. (23 p.) ; in-8°.
  - La Réaction d'activation du venin de cobra, sa fréquence au cours des maladies mentales, sa valeur pronostique chez les paralytiques généraux et les déments précoces, impr. de la "Semaine médicale" (Paris), 1913, 1 vol. (17 p.) ; in-8°.
  - De la distribution radiculaire du noevus et du vitiligo, Masson (Paris), 1922, 1 vol. (15 p.) : fig. ; in-8°.